# バトマン県
バトマン県（バトマンけん、トルコ語: Batman ili、クルド語: Parêzgeha Êlihê）は、トルコ東南部、南東アナトリア地方の県である。クルド人が非常に多い地域である。首都はバトマン。北にムシュ、東にビトリス、スィイルト、南にマルディン、西にディヤルバクル各県と接する。

## 特徴
この県は石油貯蔵施設や石油産業施設があるため重要である。製油所は1955年に建築され、イスケンデルンまでの494kmのパイプラインが通っている。綿がこの県の主要な農産物であり、ディヤルバクル、エラズーとの間には鉄道が通っている。バトマン川がこの県を流れている。
考古学的観点からも面白い地域であり、イマームアブダラデルヴィッシュ修道院や、ハサンケイフの橋は有名であるが、2020年のイルス・ダムの湛水により、ハサンケイフ市街を始めとする多くの地域はダム湖の湖底に沈んだ。

## 下位自治体
バトマン県には6つの下位自治体がある。
- バトマン（Batman）
- ベシリ（Beşiri）
- ゲルジュシュ（Gercüş）
- ハサンケイフ（Hasankeyf）
- コズルク（Kozluk）
- サソン（Sason）